# Puszcza (Lubusz)
Pour les articles homonymes, voir Puszcza.
Puszcza (prononciation : [ˈpuʂt͡ʂa]) est une localité polonaise de la gmina de Szlichtyngowa dans le powiat de Wschowa de la voïvodie de Lubusz dans l'ouest de la Pologne.
Elle se situe à environ 1 kilomètre au nord-ouest de Szlichtyngowa (siège de la gmina), 10 kilomètres au sud-ouest de Wschowa (siège du powiat) et 57 kilomètres au sud-est de Zielona Góra (siège de la diétine régionale).

## Histoire
Après la Seconde Guerre mondiale, avec les conséquences de la Conférence de Potsdam et la mise en œuvre de la ligne Oder-Neisse, le territoire de la localité est intégré à la République populaire de Pologne. La population d'origine allemande est expulsée et remplacée par des polonais.
De 1975 à 1998, la localité appartenait administrativement à la voïvodie de Leszno.

Depuis 1999, elle appartient administrativement à la voïvodie de Lubusz